# Cosmasterias alba
Cosmasterias alba är en sjöstjärneart som först beskrevs av Bell 1891.  Cosmasterias alba ingår i släktet Cosmasterias och familjen trollsjöstjärnor. Inga underarter finns listade i Catalogue of Life.